# Marcella Liburd
Dame Marcella Althea Liburd (Basseterre, 10 luglio 1953) è una politica nevisiana, quinta ed attuale governatrice generale dal 1º febbraio 2023.

## Biografia
Nata a Basseterre, sull'isola di Saint Kitts, è figlia di Anne Martin, attivista per i diritti delle donne, e di Clement Liburd. Ha studiato all'Università delle Indie occidentali, conseguendo un bachelor of arts nel 1976. Si è laureata poi nel 1994 in giurisprudenza presso la Norman Manley Law School.

### Carriera politica
Entra in politica, venendo nominata segretaria del partito laburista nel 1997. Nel 2004 diviene presidente dell'Assemblea nazionale, diventando la prima donna a ricoprire tale incarico. Rimane in carica fino al 2008, quando si candida in parlamento. Viene quindi eletta per il secondo collegio di Saint Kitts.
Da sempre attiva contro la diseguaglianza di genere, nei primi anni 2010 è nominata ministra della sanità, dei servizi sociali, dello sviluppo della comunità, della cultura e degli affari di genere. Dopodiché diventa prima ministra ad interim.
Nel 2013 diventa la prima donna ad essere presidente del partito laburista, rimanendo in carica anche nel 2015 come membro dell'opposizione. Nel 2022 viene nominata vice-governatrice generale, mentre dal 1º febbraio 2023 occupa l'incarico di governatrice generale di Saint Kitts e Nevis, anche qui prima donna per questo ruolo.